# Mains armées
Pour plus de détails, voir Fiche technique et Distribution.
Mains armées est un film policier français de Pierre Jolivet avec Roschdy Zem, Leïla Bekhti et Marc Lavoine, sorti en 2012.

## Synopsis
Le commandant de police Lucas Skali et son équipe enquêtent à Marseille sur un trafic d'armes. Poursuivant leurs investigations à Paris, Skali prend contact avec sa fille, Maya, qu'il a abandonnée à la naissance et qui travaille aux stups. Bientôt, sans le savoir, ils vont travailler sur la même enquête.

## Fiche technique
- Titre : Mains armées
- Réalisation : Pierre Jolivet
- Scénario : Pierre Jolivet et Simon Michaël
- Musique : Adrien Jolivet et Sacha Sieff
- Photographie : Thomas Letellier
- Son :  Niels Barletta
- Costumes : Chloé Lesueur
- Cascades : Albert Goldberg
- Production : Marc-Antoine Robert et Xavier Rigault
- Sociétés de production : 2.4.7. Films, Mars Films et France 2 Cinéma
- Pays de production :  France
- Société de distribution : Mars Distribution
- Budget : 8 320 000 euros[1]
- Durée : 105 minutes
- Genre : policier
- Date de sortie : France - 11 juillet 2012

## Distribution
- Roschdy Zem : le commandant Lucas Skali
- Leïla Bekhti : Maya Dervin
- Marc Lavoine : Julien Bass, le patron de Maya aux « Stups »
- Nicolas Bridet : Simon, équipier de Lucas
- Nina Meurisse : Juliette, équipière de Lucas
- Adrien Jolivet : Hector, équipier de Lucas
- Éric Bougnon : Melik
- Cyril Gueï : Benji
- Arben Bajraktaraj : Gustav Alana « Coach »
- Bruno Debrandt : Stéphane Assor, l'indic « vedette » de Julien
- Clémentine Poidatz : Nathalie, l'amie de Maya
- Marilyne Canto : Brigitte, la mère de Maya, ex de Lucas
- Nicolas Marié : Michel Thabuy
- Gérard Meylan : Paul Amera, l'indic marseillais de Lucas
- Jonathan Cohen : Philippe
- Imer Kutllovci : Mislav
- Radivoje Bukvic : Ketan
- Steve Kalfa : le père d'Hector
- Michaël Vander-Meiren : le douanier au péage

## Production

### Tournage
- Dans la matinée du 4 août 2011, tournage sur le pont Charles-de-Gaulle à Paris avec l'attaque d'un camion de transport de fonds.
- Les 26, 29 et 30 août 2011, tournage au marché international de Rungis dans les bâtiments des fruits et légumes.

## Distinctions
- Prix Polar du meilleur film français de cinéma au Festival « Polar » de Cognac